# Protestantský hřbitov na hoře Sijón
Protestantský hřbitov na hoře Sijón je historický křesťanský hřbitov umístěný na hoře Sijón v Jeruzalémě. Byl založen roku 1848. V současnosti patří anglikánům; stará se o něj též jeruzalémská luterská komunita a zástupci pro péči o vojenské hroby Německa a Commonwealthu.
Na hřbitově je pohřbeno přes tisíc lidí. Nápisy na náhrobcích jsou převážně v angličtině, němčině, arabštině a hebrejštině.
V letech 2013 a 2023 se hřbitov stal terčem útoků vandalů.
K význačným osobnostem, pohřbeným na Protestantském hřbitově na hoře Sijón, patří archeolog a egyptolog William Flinders Petrie, archeolog James Leslie Starkey, zoolog Johannes Roth, architekt Conrad Schick, anglikánský biskup Michael Solomon Alexander či filantrop a skladatel duchovních písní Horatio Spafford.

## Fotogalerie

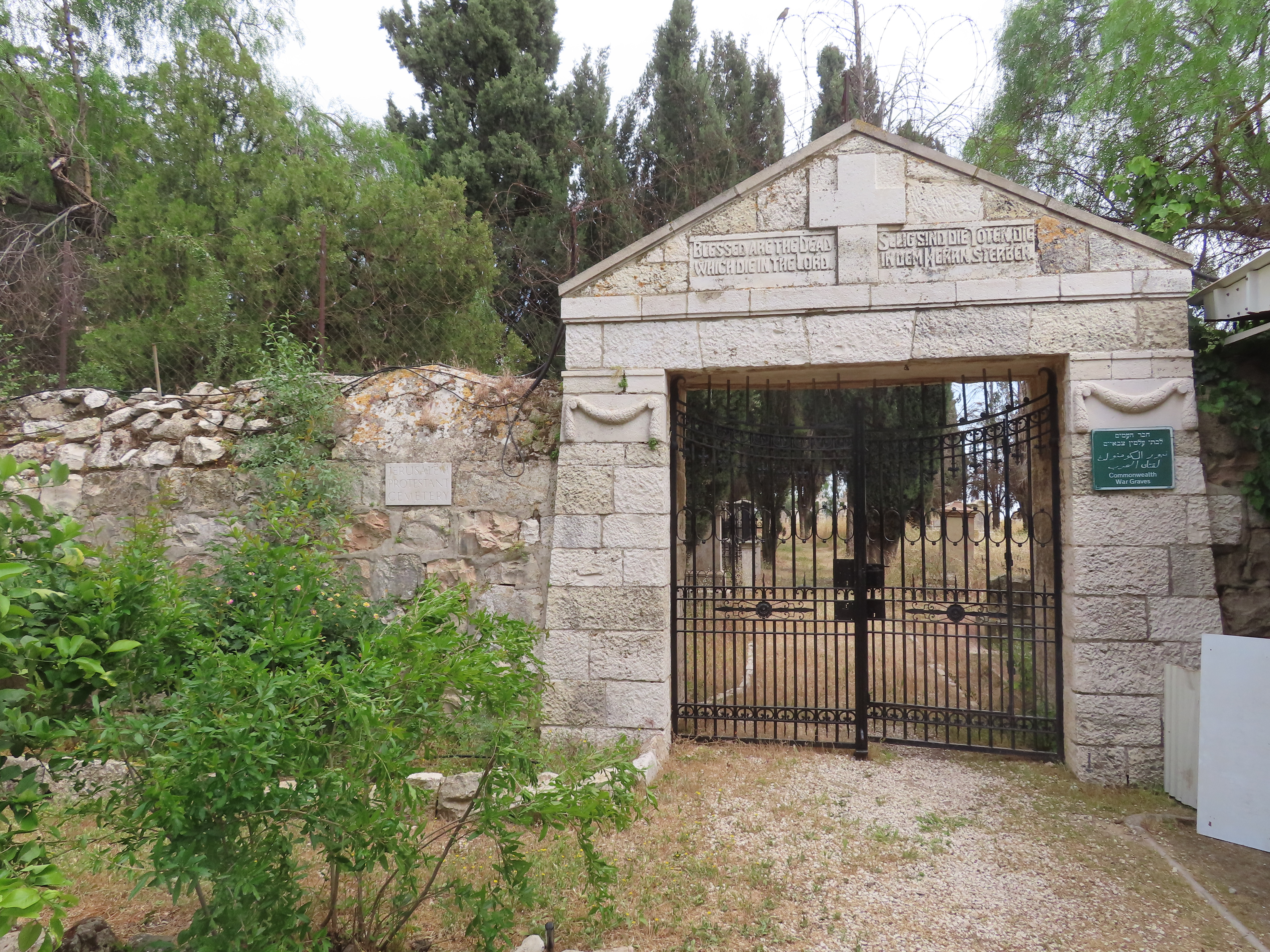
Hřbitovní brána
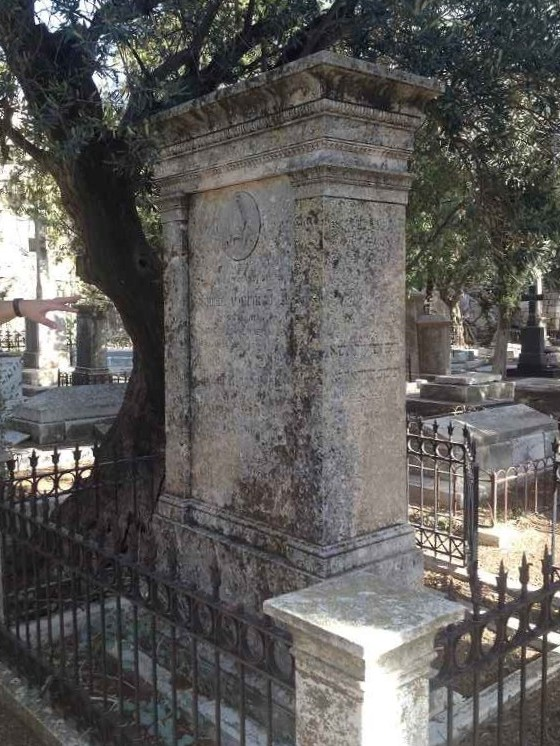
Náhrobek biskupa S. Gobata, zakladatele hřbitova
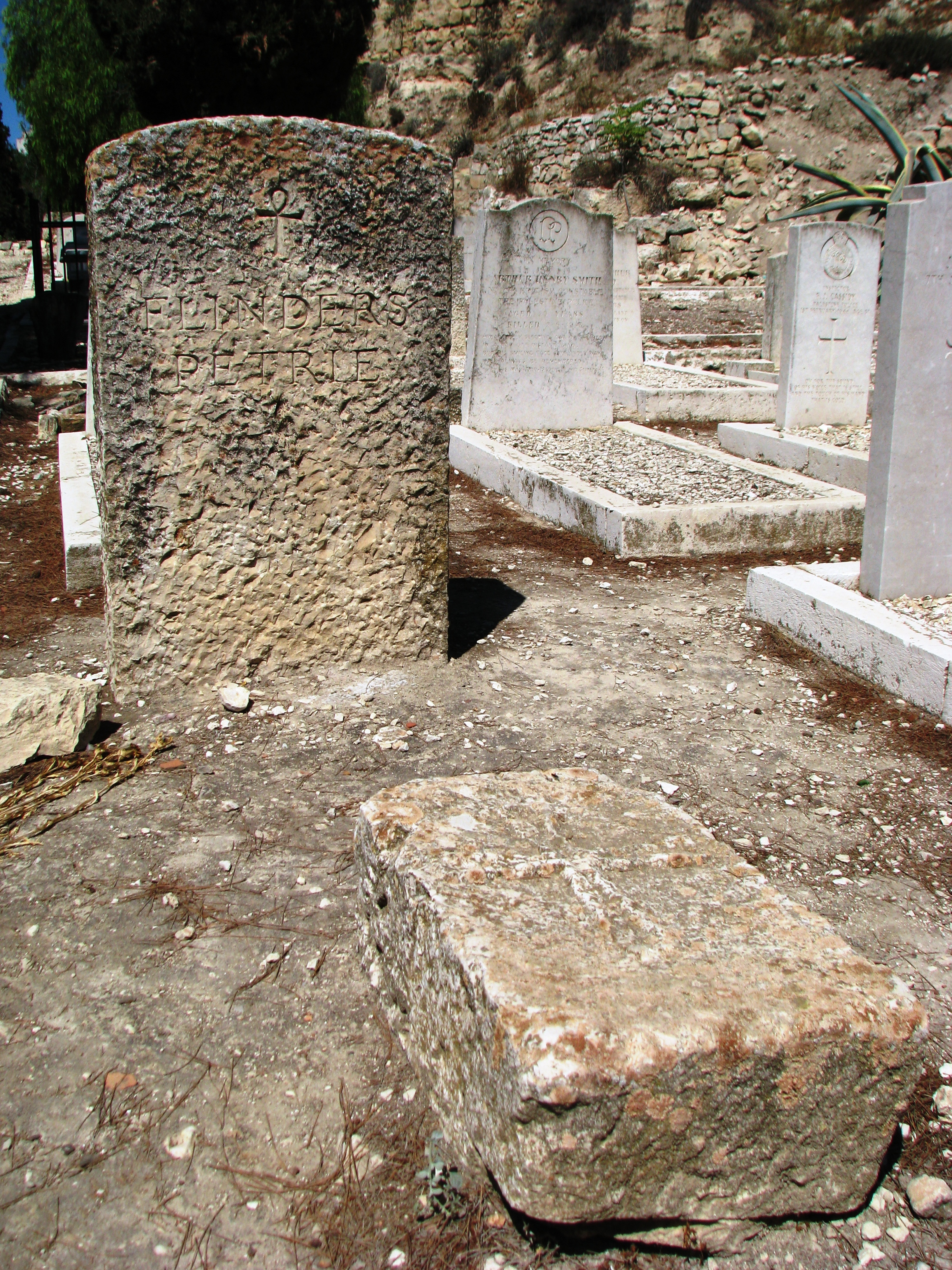
Náhrobek archeologa W. F. Petrieho
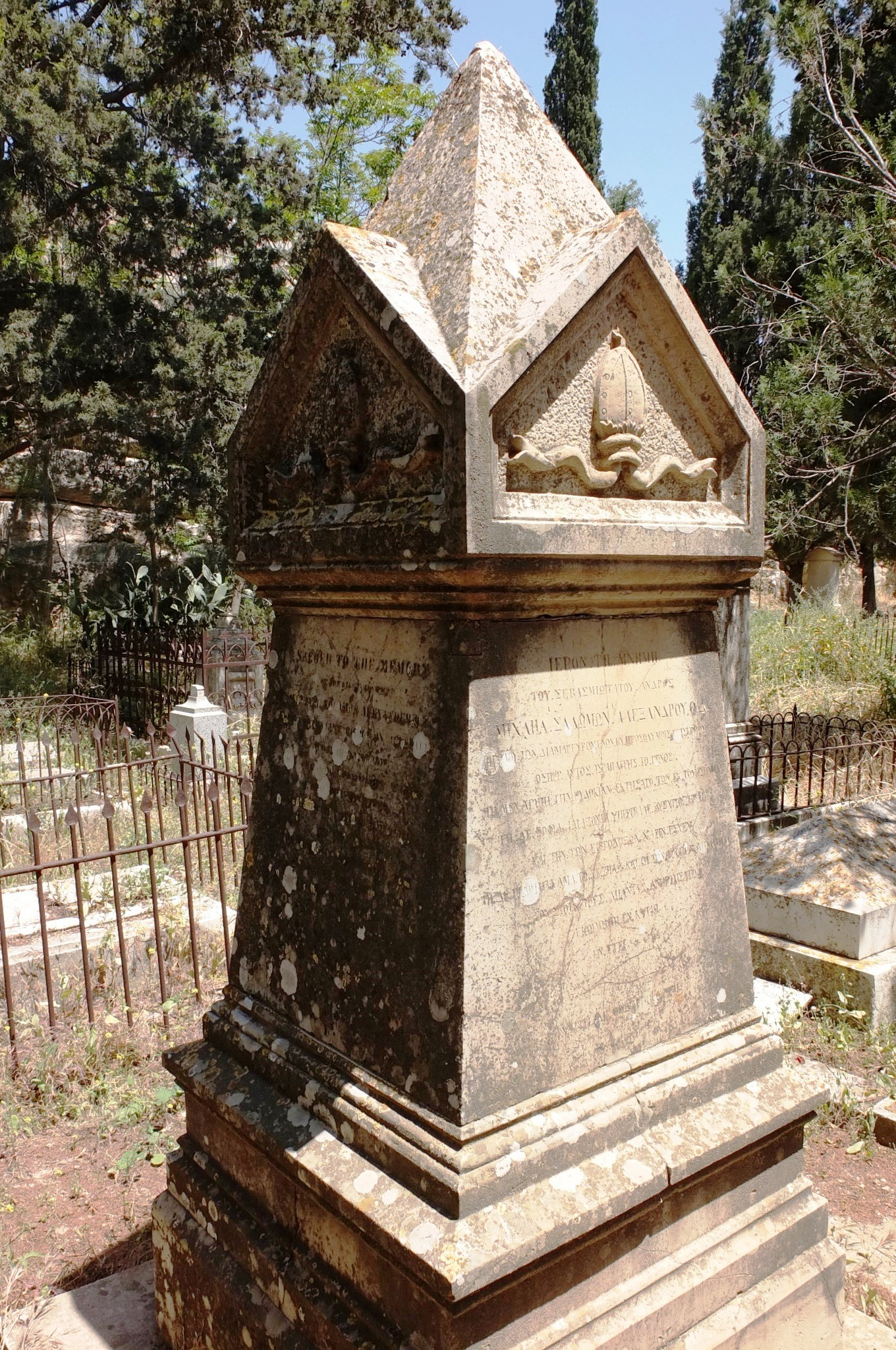
Náhrobek biskupa M. S. Alexandera
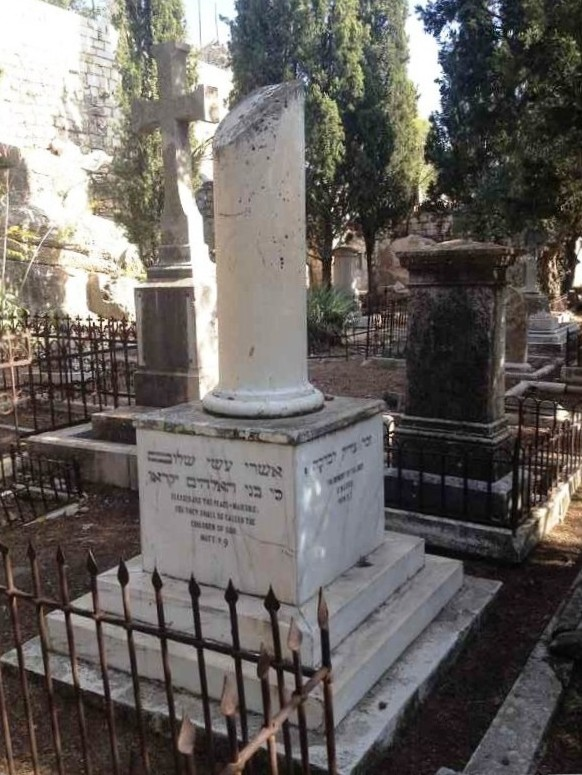
Náhrobek misionáře H. Nicolajsena
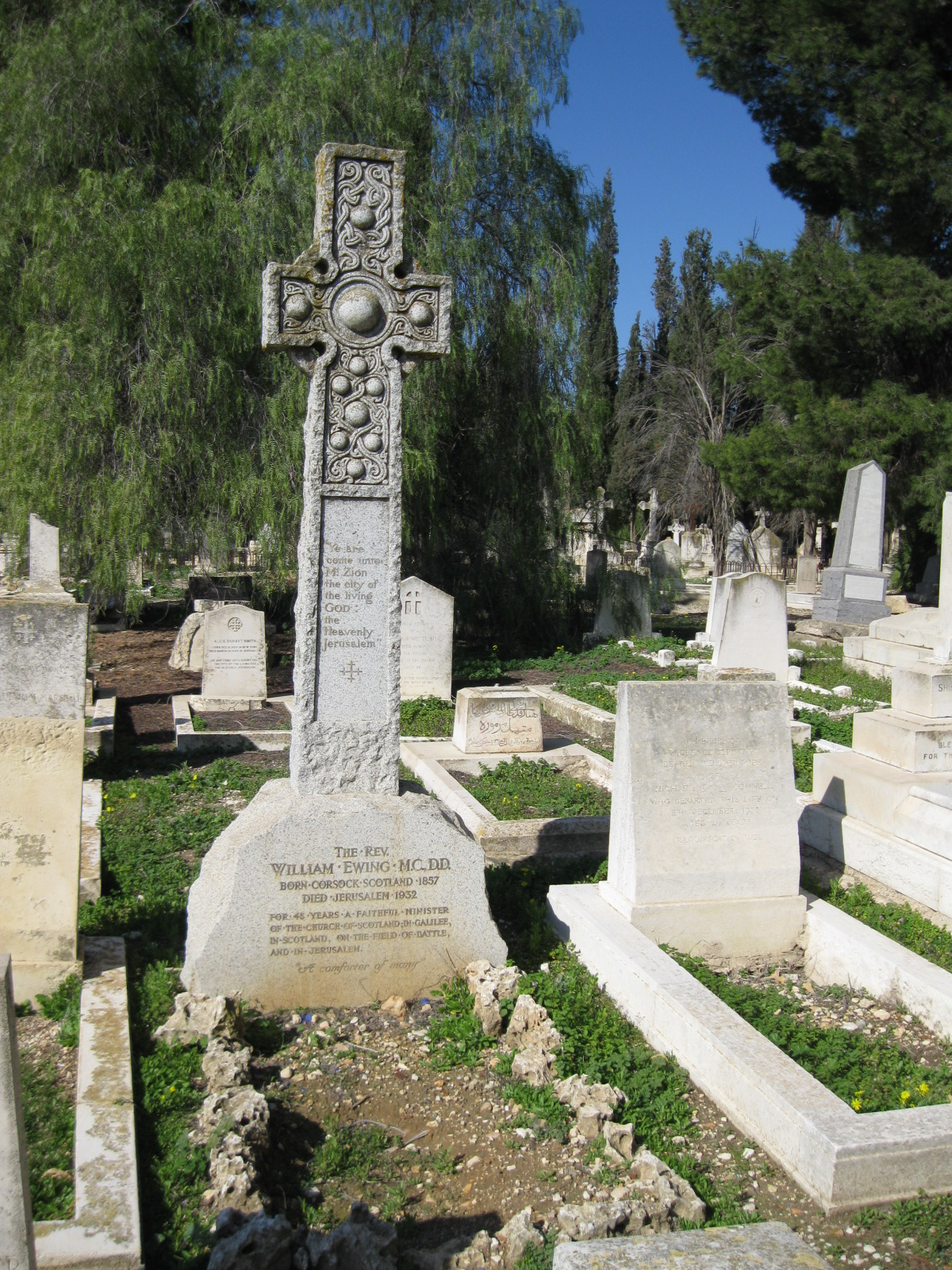
Náhrobek pastora W. Ewinga
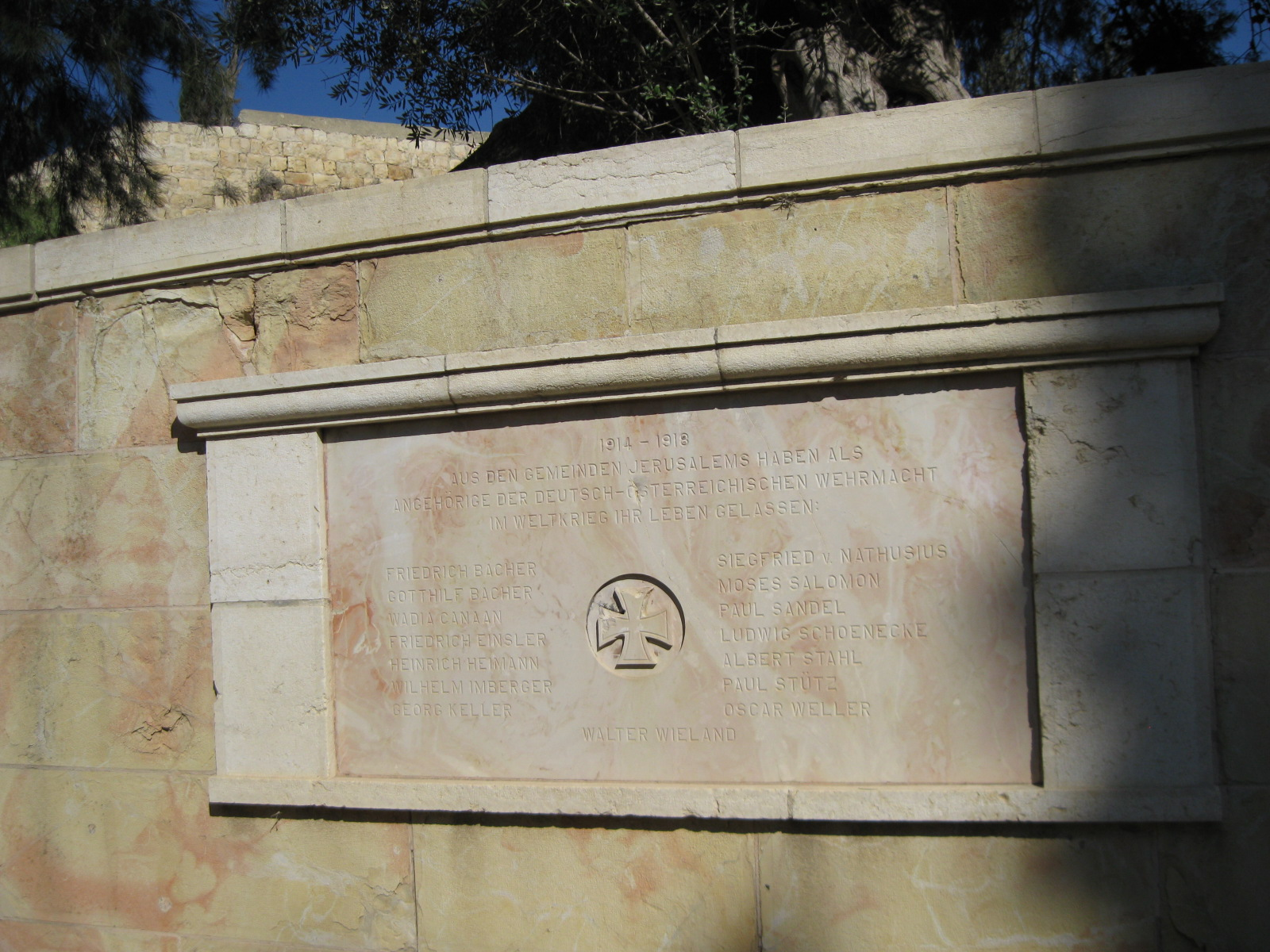
Pomník padlým v První světové válce